# یاوووکا-کولونگا
یاوووکا-کولونگا (به لاتین: Jałówka-Kolonia) یک روستا در لهستان است که در گمینا شدرا واقع شده‌است.